# Matsukaze (tàu khu trục Nhật) (1923)
Matsukaze (tiếng Nhật: 松風) là một tàu khu trục hạng nhất, thuộc lớp Kamikaze của Hải quân Đế quốc Nhật Bản bao gồm chín chiếc, được chế tạo sau khi Chiến tranh Thế giới thứ nhất kết thúc. Rất hiện đại vào lúc đó, những con tàu này đã phục vụ như những tàu khu trục hàng đầu trong những năm 1930, nhưng được xem là đã lạc hậu vào lúc Chiến tranh Thái Bình Dương nổ ra. Ngoài một vài trận chiến, Matsukaze hầu như chỉ sử dụng trong vai trò tuần tra và hộ tống cho đến khi bị tàu ngầm Mỹ đánh chìm ngày 9 tháng 6 năm 1944 cách 70 dặm về phía Đông Bắc Chichijima thuộc quần đảo Bonin.

## Thiết kế và chế tạo
Việc chế tạo lớp tàu khu trục cỡ lớn Kamikaze được chấp thuận như một phần của Chương trình phát triển Hạm đội 8-4 trong năm tài chính 1921–1923 dành cho Hải quân Đế quốc Nhật Bản. Thiết kế của chúng là sự tiếp nối của lớp Minekaze trước đó, vốn chia sẻ nhiều đặc tính thiết kế chung. Được chế tạo tại Xưởng hải quân Maizuru, Matsukaze được đặt lườn vào ngày 2 tháng 12 năm 1922, được hạ thủy vào ngày 30 tháng 10 năm 1923 và được đưa ra hoạt động vào ngày 5 tháng 4 năm 1924. Khi đưa vào hoạt động nó chỉ được gọi đơn giản là "Tàu khu trục số 7" (第七駆逐艦, Dai-7 Kuchikukan) trước khi được đặt tên Matsukaze vào ngày 1 tháng 8 năm 1928. Khi chạy thử máy vào lúc hoàn tất, nó đã lập một kỷ lục mới về tốc độ 72,6 km/h (39,2 knot).

## Lịch sử hoạt động
Vào lúc xảy ra cuộc tấn công Trân Châu Cảng, Matsukaze nằm trong thành phần Hải đội Khu trục 5 thuộc Phân hạm đội Khu trục 5 của Hạm đội 3 Hải quân Đế quốc Nhật Bản, và được bố trí từ Quân khu Bảo vệ Mako tại quần đảo Pescadores trong thành phần của lực lượng Nhật Bản tham gia trận Philippines, trong đó nó giúp hỗ trợ cho cuộc đổ bộ của lực lượng Nhật Bản lên vịnh Lingayen.
Vào đầu năm 1942, Matsukaze được giao nhiệm vụ hộ tống các tàu chở binh lính từ Đài Loan đến Mã Lai và Đông Dương. Được phân về lực lượng chiếm đóng Java, nó đã tham gia trận chiến eo biển Sunda vào ngày 1 tháng 3 năm 1942. Trong trận này, nó đã trợ giúp tàu khu trục Shiokaze trong việc đánh chìm chiếc tàu quét mìn Hà Lan Endeh.
Từ ngày 10 tháng 3 năm 1942 cho đến cuối tháng 3 năm 1943, Matsukaze cùng Hải đội Khu trục 5 được tái bố trí đến Hạm đội Khu vực Tây Nam và hộ tống các tàu chở binh lính từ Singapore đến Penang, Rangoon, Đông Dương và Makassar. Matsukaze quay trở về Xưởng hải quân Yokosuka vào ngày 31 tháng 3 năm 1943 để tái trang bị.
Từ tháng 6 năm 1943, Matsukaze được bố trí về Hạm đội 8 Hải quân Đế quốc Nhật Bản và được gửi đến Rabaul vào cuối tháng 6. Từ tháng 6 đến tháng 9, nó thực hiện nhiều chuyến đi "Tốc hành Tokyo" vận chuyển binh lính đến Kolombangara và tham gia cuộc triệt thoái lực lượng Nhật Bản khỏi Vella Lavella vào tháng 10. Đến cuối tháng 10, Matsukaze quay trở về Yokosuka để sửa chữa.
Vào ngày 9 tháng 12 năm 1944, Matsukaze quay trở lại Rabaul và tiếp tục thực hiện nhiều chuyến đi "Tốc hành Tokyo" trong suốt khu vực quần đảo Solomon, đặc biệt là đến New Britain, cho đến cuối tháng 1 năm 1944. Matsukaze gặp phải điều bất hạnh tại Truk vào ngày 17-18 tháng 2 năm 1944 trong Chiến dịch Hailstone, khi Hải quân Hoa Kỳ tung ra một cuộc không kích quy mô lớn và tàn khốc nhắm vào hạm đội Nhật Bản. Matsukaze thoát được với hư hại trung bình do những quả bom ném suýt trung và các đợt bắn phá càn quét, và phải quay trở về Yokosuka ngang qua Saipan và Hahajima vào ngày 1 tháng 3 để sửa chữa.
Sau khi công việc sửa chữa hoàn tất vào tháng 5 năm 1944, Matsukaze được phân về Hải đội Khu trục 3 thuộc Phân hạm đội Khu trục 30 của Hạm đội Khu vực Trung tâm Thái Bình Dương để hộ tống các đoàn tàu vận tải giữa các đảo chính quốc Nhật Bản và Saipan. Ngày 9 tháng 6 năm 1944, sau khi khởi hành từ Tateyama, Chiba cùng một đoàn tàu vận tải hướng đến Saipan, Matsukaze trúng phải ngư lôi phóng từ tàu ngầm Mỹ Swordfish và bị chìm cách 113 km (70 dặm) về phía Đông Bắc Chichijima thuộc quần đảo Bonin ở tọa độ 26°59′B 143°13′Đ / 26,983°B 143,217°Đ.
Matsukaze được rút khỏi danh sách Đăng bạ Hải quân vào ngày 10 tháng 8 năm 1944.

## Danh sách thuyền trưởng
- Thiếu tá Kiyoshi Suzuki (sĩ quan trang bị trưởng): 10 tháng 1 năm 1924 - 5 tháng 4 năm 1924
- Thiếu tá Kiyoshi Suzuki: 5 tháng 4 năm 1924 - 1 tháng 12 năm 1925; thăng Trung tá
- Trung tá Tsunemitsu Yoshida: 1 tháng 12 năm 1925 - 1 tháng 12 năm 1926
- Thiếu tá Kenzaburo Hara: 1 tháng 12 năm 1926 - 1 tháng 8 năm 1928; thăng Trung tá 1 tháng 12 năm 1927
- Lực lượng dự bị: 1 tháng 8 năm 1928 - 10 tháng 12 năm 1928
- Thiếu tá Reiji Murase: 10 tháng 12 năm 1928 - 1 tháng 11 năm 1929
- Thiếu tá Akira Ito: 1 tháng 11 năm 1929 - 1 tháng 12 năm 1930
- Thiếu tá Shakao Sakiyama: 1 tháng 12 năm 1930 - 1 tháng 12 năm 1931
- Thiếu tá Goro Tezuka: 1 tháng 12 năm 1931 - 15 tháng 9 năm 1932
- Thiếu tá Shakao Sakiyama: 15 tháng 9 năm 1932 - 1 tháng 12 năm 1932
- Trung tá Aritomo Goto: 1 tháng 12 năm 1932 - 20 tháng 5 năm 1933
- Thiếu tá Midori Matsumura: 20 tháng 5 năm 1933 - 15 tháng 11 năm 1933
- Thiếu tá Kosaku Aruga: 15 tháng 11 năm 1933 - 1 tháng 11 năm 1934
- Thiếu tá Masashichi Shirahama: 1 tháng 11 năm 1934 - 31 tháng 10 năm 1935
- Thiếu tá Bunji Furukawa: 31 tháng 10 năm 1935 - 1 tháng 12 năm 1936
- Thiếu tá Nagayoshi Shiraishi: 1 tháng 12 năm 1936 - 15 tháng 11 năm 1937
- Thiếu tá Magatarou Koga: 15 tháng 11 năm 1937 - 1 tháng 12 năm 1938
- Thiếu tá Isamu Nakamata: 1 tháng 12 năm 1938 - 6 tháng 1 năm 1940
- Thiếu tá Noboru Haraguchi: 6 tháng 1 năm 1940 - 15 tháng 10 năm 1940
- Thiếu tá Yoshitake Uesugi: 15 tháng 10 năm 1940 - 1 tháng 10 năm 1941; thăng Trung tá 15 tháng 11 năm 1940
- Thiếu tá Kouji Takigawa: 1 tháng 10 năm 1941 - 2 tháng 11 năm 1943
- Thiếu tá Hiroshi Horie: 2 tháng 11 năm 1943 - 18 tháng 1 năm 1944
- Đại úy Tetsuo Kadono: 18 tháng 1 năm 1944 - 9 tháng 6 năm 1944; tử trận

### Sách
- D'Albas, Andrieu (1965). Death of a Navy: Japanese Naval Action in World War II. Devin-Adair Pub. ISBN 0-8159-5302-X.
- Brown, David (1990). Warship Losses of World War Two. Naval Institute Press. ISBN 1-55750-914-X.
- Dull, Paul S. (1978). A Battle History of the Imperial Japanese Navy, 1941–1945. Naval Institute Press. ISBN 0-87021-097-1.
- Howarth, Stephen (1983). The Fighting Ships of the Rising Sun: The Drama of the Imperial Japanese Navy, 1895–1945. Atheneum. ISBN 0689114028.
- Jentsura, Hansgeorg (1976). Warships of the Imperial Japanese Navy, 1869–1945. US Naval Institute Press. ISBN 087021893X.
- Lindemann, Klaus (2005). Hailstorm Over Truk Lagoon: Operations Against Truk by Carrier Task Force 58, and the Shipwrecks of World War II. Oregon, USA: Resource Publications. ISBN 1-59752-347-X.
- Morison, Samuel Eliot (1958 (reissue 2001)). The Rising Sun in the Pacific 1931 - tháng 4 năm 1942, vol. 3 of History of United States Naval Operations in World War II. Castle Books. ISBN 0785813047. {{Chú thích sách}}: Kiểm tra giá trị ngày tháng trong: |year= (trợ giúp)Quản lý CS1: năm (liên kết)
- Whitley, M J (2000). Destroyers of World War Two: An International Encyclopedia. London: Arms and Armour Press. ISBN 1854095218.
- Watts, Anthony J (1967). Japanese Warships of World War II. Doubleday. ASIN B000KEV3J8.